# Hushen Glacier
Hushen Glacier är en glaciär i Antarktis. Den ligger i Västantarktis. Argentina, Chile och Storbritannien gör anspråk på området. Hushen Glacier ligger 293 meter över havet.
Terrängen runt Hushen Glacier är kuperad åt sydväst, men åt nordost är den platt.  Trakten är obefolkad. Det finns inga samhällen i närheten.